# 1.ª División de Paracaidistas (Alemania)
La 1ª División de Paracaidistas 1. Fallschirmjäger-Division fue una división militar alemana de paracaidismo de élite que luchó durante la Segunda Guerra Mundial. Originalmente fue llamada como la 7ª División Aérea, o Flieger-Division, antes de ser renombrada y reorganizada como la 1.ª División de Paracaidistas en 1943.

## Historial operativo
La división se formó en octubre de 1938 bajo el mando del mayor general Kurt Student. Al comienzo de la Segunda Guerra Mundial, la división contenía dos regimientos de paracaidistas. En abril de 1940, la división participó en la invasión de Dinamarca y Noruega durante la Operación Weserübung, tomando con éxito varios aeródromos.
El plan alemán para la invasión de Bélgica y los Países Bajos en mayo de 1940 requería el uso de la 7.ª Fliegerdivision para ayudar en el avance a través de la captura de puentes clave y la fortaleza de Eben Emael. La invasión de los Países Bajos incluyó a la mayoría de la 7.ª Fliegerdivision en cooperación con la 22.ª División de Aterrizaje Aéreo. Esta fuerza se agrupó como el 11.º Fliegerkorps y fue comandada por Kurt Student. El ataque a La Haya fue un fracaso: la gran pérdida de aviones de transporte alcanzó proporciones bastante preocupantes. Muchos paracaidistas y tropas de aterrizaje aéreo fueron capturados, cientos murieron o resultaron heridos y 1.536 prisioneros de ambas divisiones fueron transportados a Inglaterra. El asalto de Eben Emael fue un éxito total con el fuerte en sí y más de 1,000 enemigos capturados.
La división participó en la Batalla de Creta. Las fuerzas aliadas en la isla ofrecieron una tenaz defensa y las tropas de la 7.ª Fliegerdivision sufrieron grandes pérdidas. Sin embargo, con la ayuda de los refuerzos de seguimiento, los aliados se vieron obligados a evacuar la isla el 29 de mayo.
En septiembre de 1941, la división fue transferida al Frente Oriental, luchando en las cercanías de Leningrado, Stalino y más tarde tomando parte en la guerra antipartisana cerca de Smolensk. En el verano de 1942, la división fue trasladada a Francia donde se entrenó para la captura prevista de Malta. Después de que esta operación fuera cancelada, elementos de la división entraron en combate en el norte de África.
La división participó en la lucha de julio de 1943 contra la invasión aliada de Sicilia. Durante el resto de la guerra, la división luchó en la Campaña italiana. Del 14 al 27 de diciembre de 1943, la división, bajo el mando del teniente general Richard Heidrich, entró en acción contra la 1.ª División canadiense en la Batalla de Ortona. Posteriormente la división se concentró en la defensa de la Línea Gustav al sur de Roma, defendiéndose del avance del Octavo Ejército británico, comandado por el teniente general Oliver Leese. De febrero a mayo de 1944, la 1.ª División de Paracaidistas participó en la Batalla de Montecassino, y a finales de mayo y junio luchó contra la Operación Diadem aliada que luego se retiró al norte de Roma. Formaban parte del 1° Cuerpo Paracaidista alemán, junto con la 4.ª División Paracaidista alemana.
En enero de 1945, el 1° Cuerpo de Paracaidistas alemán se desplegó en la costa del Adriático detrás del río Senio. El avance aliado se reanudó el 8 de abril y la 1.ª División de Paracaidistas se vio obligada a retirarse constantemente hacia el río Po por parte del Octavo Ejército británico. Elementos del 2° Cuerpo polaco capturaron la bandera de batalla de la 1.ª División de Paracaidistas y, en la mañana del 21 de abril, la 3.ª División de Fusileros de los Cárpatos entró en Bolonia antes que la 34.ª División estadounidense. El 25 de abril, la división había completado el cruce del río. Inmediatamente emprendieron una marcha final hacia las los alpes. Finalmente, la rendición alemana en Italia se produjo el 2 de mayo de 1945 e incluyó a los hombres de la 1.ª División de Paracaidistas.

## Crímenes de guerra
Los miembros de varias unidades de la división cometieron crímenes de guerra en Italia entre 1943 y 1945. Una masacre por miembros de la 1° Regimiento Fallschirmjäger ocurrió el 21 de noviembre de 1943 en Pietransieri, una frazione de Roccaraso en Abruzzo. Un total de 128 civiles desarmados, en su mayoría mujeres y niños, fueron asesinados en la Masacre de Pietransieri. Después de que se negaron a abandonar el pueblo, los civiles fueron detenidos y ejecutados con disparos y explosivos y sus granjas fueron incendiadas y demolidas. Según un proyecto financiado por el gobierno federal alemán y dirigido por una comisión de historiadores Atlante delle Stragi Naziste e Fasciste in Italia (Atlas de las masacres nazis y fascistas en Italia), cerca de 400 civiles italianos fueron asesinados por miembros de la 1.ª División de Paracaidistas. al final de la guerra.

## Comandantes
| Fecha                   | Comandante                                    |
| ----------------------- | --------------------------------------------- |
| 9 de septiembre de 1938 | Teniente general Kurt Student                 |
| 16 de mayo de 1940      | Teniente general Richard Putzier              |
| 1 de octubre de 1940    | Teniente general Wilhelm Süssmann             |
| 20 de mayo de 1941      | Mayor general Alfred Sturm                    |
| 1 de octubre de 1941    | Teniente general Erich Petersen               |
| 1 de agosto de 1942     | General der Fallschirmtruppe Richard Heidrich |
| 4 de enero de 1944      | Mayor general Hans Korte                      |
| 21 de febrero de 1944   | General der Fallschirmtruppe Richard Heidrich |
| 18 de noviembre de 1944 | Mayor general Karl-Lothar Schulz              |